# Опортунизам
Опортунизам је непринципијелно коришћење повољних прилика за остваривање сопствених, уских, себичних прагматичних интереса и циљева, не водећи рачуна о моралу, општим интересима и дугорочним циљевима. Опортунизам се сусреће у свим сферама понашања особа мада се најчешће везује за политику и политиканство. Као црта личности, опортунизам је важна одлика тржишног карактера и конформистичке личности.